# Csepel-Szabótelep
Csepel-Szabótelep Budapest egyik városrésze a XXI. kerületben,  a Csepel-szigeten.

## Fekvése
Határai a Bolgárkertész-öböl déli oldalának meghosszabbított vonala a Weiss Manfréd (egykori Szabadkikötő) úttól és a Bolgárkertész öböl déli oldala, Ráckevei-Duna, Vágóhíd utca meghosszabbított vonala és a Vágóhíd utca, Táncsics Mihály utca, Ady Endre út, Kossuth Lajos utca, Szabadkikötő út a Bolgárkertész-öböl déli oldalának meghosszabbított vonaláig.

## Története
Az addigi Remanenciadülőt a 20. század elején Szabó József vásárolta meg, aki felparcelláztatta, majd eladta a telkeket. A kialakult lakóterület az ő nevét viseli.
A lakótelep 1973-1978 között épült. Az 1924-ben átadott Gubacsi híd csepeli oldala itt található, ami miatt jelentős tranzitforgalom halad át rajta.